# Kris Marconi
Kristopher „Kris“ Marconi ist ein US-amerikanischer Schauspieler und Filmeditor.

## Leben
Marconi gab 2012 im Spielfilm Laughter in einer Nebenrolle sein Schauspieldebüt. 2014 wirkte er in der Rolle des Ulrich im Kurzfilm Baby mit. 2016 folgten insgesamt drei Mitwirkungen in Filmen des Filmstudios The Asylum. So war er im Horrorfilm Ghosthunters in der Rolle des Officer Mack zu sehen, im Tierhorrorfilm Ice Sharks – Der Tod hat rasiermesserscharfe Zähne wirkte er in der Rolle des Piloten Brigman mit und als Angelo, Boss der Mafia in Memphis, in Elvis lebt! – Nicht tot, nur Undercover. Ab demselben Jahr übernahm er auch Tätigkeiten als Filmeditor für The Asylum. So war er für den Filmschnitt von Independents – War of the Worlds, Villain Squad – Armee der Schurken und Sharknado 4 mitverantwortlich. 2017 war er als Filmeditor an zehn Episoden der Fernsehdokuserie QB1: Beyond the Lights beteiligt. Ab demselben Jahr bis einschließlich 2018 war er für insgesamt 15 Episoden des Kochformats Gordon Ramsays Höllenküche mit dem Koch Gordon Ramsay als Filmeditor zuständig. 2018 war er in selber Funktion für sechs Episoden der Fernsehserie The Big Bang Theory tätig.

## Filmografie (Auswahl)

### Schauspiel
- 2012: Laughter
- 2014: Baby (Kurzfilm)
- 2016: Ghosthunters
- 2016: Ice Sharks – Der Tod hat rasiermesserscharfe Zähne (Ice Sharks, Fernsehfilm)
- 2016: Elvis lebt! – Nicht tot, nur Undercover (Elvis Lives!, Fernsehfilm)

### Filmschnitt
- 2016: Independents – War of the Worlds (Independents’ Day)
- 2016: Villain Squad – Armee der Schurken (Sinister Squad)
- 2016: Sharknado 4 (Sharknado: The 4th Awakens, Fernsehfilm)
- 2016: Nightmare Wedding (Fernsehfilm)
- 2017: QB1: Beyond the Lights (Fernsehdokuserie, 10 Episoden)
- 2017–2018: Gordon Ramsays Höllenküche (Hell's Kitchen, Fernsehdokuserie, 15 Episoden)
- 2018: The Big Bang Theory (Fernsehserie, 6 Episoden)